# Victor Lelièvre
Victor Lelièvre (* 4. März 1876 in der Bretagne; † 29. März 1956 in Québec) war Oblate der makellosen Jungfrau Maria.
Nach der Ausweisung der Ordensleute aus Frankreich zu Beginn des 20. Jahrhunderts kam er nach Québec, wo er fortan vor allem unter den Arbeitern und weniger gebildeten Menschen wirkte. Besonders setzte er sich für die Ausbreitung der Herz-Jesu-Verehrung ein.